# Merremia aurea
Merremia aurea là một loài thực vật có hoa trong họ Bìm bìm. Loài này được (Kellogg) O'Donell mô tả khoa học đầu tiên năm 1941.